# Je, tu, il, elle
Je, tu, il, elle é um filme de comédia dramática coproduzido pela França e Bélgica, dirigido por Chantal Akerman e lançado em 1974.